# Domingo Frutos
Domingo Frutos Carvajal (Valparaíso, 21 de marzo de 1780 - Santiago, 1 de mayo de 1847) fue un político y jurista chileno.
Estudió en el Colegio Carolino y recibió el título de Bachiller en Cánones y Leyes de la Universidad de San Felipe, en 1802. Se adhirió a la revolución patriota en 1810. Viajó a España en 1812, en viaje de negocios familiares, enterándose allá de los hechos de Chile de 1814, por lo cual no retornó hasta el restablecimiento del orden patriota.
De regreso a Chile, en 1820, se enlistó en la ideología pipiola y participó de la redacción de la Carta Fundamental liberal de 1828, encargada a José Joaquín de Mora, a quien conoció en su estancia en Europa.
Tras la Guerra Civil de 1830, pasó a dedicarse a los negocios de su padre, comerciante del puerto de Valparaíso, para luego volver como importante líder del Partido Liberal.
Elegido Diputado por Rere en 1837-1840, perteneció en este período a la Comisión permanente de Guerra y Marina; y la de Hacienda y Comercio.